# Rechtsfolgenverweisung
Eine Rechtsfolgenverweisung liegt in der Rechtswissenschaft vor, wenn in einer Rechtsnorm lediglich tatbestandliche Voraussetzungen aufgestellt werden, bezüglich der Rechtsfolge jedoch auf eine andere Norm (Zielnorm) verwiesen wird. Die Rechtsfolgen der Norm, auf die verwiesen wurde, treten also ein, wenn die tatbestandlichen Voraussetzungen der verweisenden Norm vorliegen. Der Tatbestand der in Bezug genommenen Norm muss nicht erfüllt sein.
Beispiel: Nach § 823 Abs. 1 BGB verpflichtet die Verletzung eines absoluten Rechts zum Schadensersatz. Gemäß § 823 Abs. 2 Satz 1 BGB trifft die gleiche Verpflichtung denjenigen, welcher gegen ein den Schutz eines anderen bezweckendes Gesetz verstößt. Liegt also gem. Abs. 2 Satz 1 tatbestandlich eine Schutzgesetzverletzung vor, ergibt sich die Rechtsfolge kraft Verweisung aus Abs. 1 (Schadensersatzpflicht).
Damit ist logisch dasselbe erreicht, wie wenn § 823 Abs. 2 Satz 1 BGB lauten würde: „Wer gegen ein den Schutz eines anderen bezweckendes Gesetz verstößt, ist dem anderen zum Ersatz des daraus entstehenden Schadens verpflichtet.“ Die Verweisungstechnik vermeidet jedoch diese unnötige Wiederholung.
Wird auch auf den Tatbestand der anderen Norm verwiesen, so spricht man von einer Rechtsgrundverweisung.

## Liste von Vorschriften mit Rechtfolgenverweisungen

### Rechtsfolgenverweisung auf das Bereicherungsrecht
Folgende Vorschriften stellen Verweisungen auf das Bereicherungsrecht dar:
- § 346 Abs. 3 S. 2 BGB[2]
- § 516 Abs. 2 S. 3 BGB
- § 527 Abs. 1 BGB
- § 528 Abs. 1 S. 1 BGB
- § 547 Abs. 1 S. 2 BGB
- § 628 Abs. 1 S. 3 BGB
- § 682 BGB (strittig)[3][4]
- § 684 S. 1 BGB
- § 852 S. 1 BGB[5]
- § 988 BGB
- § 993 Abs. 1 BGB
- § 1390 Abs. 1 S. 2 BGB
- § 1973 Abs. 2 S. 1 BGB
- § 1989 BGB
- § 2021 BGB
- § 2287 Abs. 1 BGB (Herausgabeanspruch des beeinträchtigten Vertragserben bei böswilliger Schenkung des Erblassers)[6]
- § 2329 Abs. 1 S. 1 BGB

### Rechtsfolgenverweisung auf das Rücktrittsrecht
- § 281 Abs. 5 BGB
- § 326 Abs. 4 BGB
- § 628 Abs. 1 S. 3 BGB

### Rechtsfolgenverweisung auf das Eigentümer-Besitzer-Verhältnis
Verweisungen auf das Eigentümer-Besitzer-Verhältnis (EBV) stellen durchweg eine Rechtsfolgenverweisung dar, insbesondere in folgenden Vorschriften:
- § 292 BGB
- § 1007 Abs. 3 S. 2 BGB
- § 1227 BGB
- § 2022 Abs. 1 BGB
- § 2023 BGB
- § 2024 S. 1 und S. 2 BGB

### Rechtsfolgenverweisung auf die GoA
Auf die Geschäftsführung ohne Auftrag (§ 677 ff. BGB) verweisen in Form der Rechtsfolgenverweisung folgende Vorschriften:
- § 539 Abs. 1 BGB (Mindermeinung, h. M. sieht § 539 als Rechtsgrundverweisung)
- § 994 Abs. 2 BGB (gemischte Verweisung)
- § 1049 BGB
- § 1216 BGB
- § 1835 BGB
- § 1978 Abs. 1 S. 2 BGB (§ 1985 Abs. 2 S. 2 BGB)
- § 1978 Abs. 3 BGB

### Rechtsfolgenverweisung auf das Kaufrecht
- § 650 BGB
- § 915 Abs. 1 BGB